# W. S. Merwin
William Stanley (W.S.) Merwin, född 30 september 1927 i New York, död 15 mars 2019 i Haiku på Maui, Hawaii, var en amerikansk poet och översättare. Förutom ett tjugotal diktsamlingar publicerade han ett antal pjäser och prosaböcker samt översättningar av bland andra Pablo Neruda och Federico García Lorca.

## Priser och utmärkelser
- Pulitzerpriset för poesi 1971, för The Shadow of Sirius[21]
- National Book Award 2005, för Migration: New & Selected Poems[21]
- Pulitzerpriset för poesi 2009, för The Shadow of Sirius[21]

## Svensk översättning
- Vykort från Maginotlinjen (översättning: Östen Sjöstrand, Lasse Söderberg, Tomas Tranströmer, Jan Östergren) (FIB:s lyrikklubb, 1983)